# Fuente Alegre
Fuente Alegre es un barrio periférico perteneciente al distrito Puerto de la Torre de la ciudad andaluza de Málaga, España. Está situado cerca de la Hiperronda de circunvalación. Según la delimitación oficial del ayuntamiento, limita al norte con el barrio de Arroyo España; al oeste, con el barrio de El Chaparral; al sur, con los barrios de Orozco, Huerta Nueva-Puerto de la Torre y Los Morales; y al oeste, con los barrios de Las Morillas-Puerto de la Torre y Salinas y terrenos no edificados.
En este barrio periférico se encuentra el C. E. I. P. Fuente Alegre, encontrándose en el número 7 de la calle con el mismo nombre (Calle Fuente Alegre). 

## Transporte
Ninguna línea de la EMT atraviesa los límites del barrio, aunque las siguientes rutas realizan paradas en las proximidades: 
| Línea | Trayecto                               | Recorrido | Frecuencia                              |
| ----- | -------------------------------------- | --------- | --------------------------------------- |
| 21    | Alameda Principal - Puerto de la Torre | Recorrido | 12 minutos                              |
| N4    | Alameda Principal - Puerto de la Torre | Recorrido | 23.30, 1.00 (Alameda) 0.15 (Pto. Torre) |